# Mario Smash Football
Mario Smash Football (Super Mario Strikers i Nordamerika och Japan) är ett spel till Nintendo GameCube, utvecklat av Next Level Games och utgivet av Nintendo. Spelet är det första i Mario Football-serien, som går ut på att spela fotboll. En uppföljare har släppts till Nintendo Wii, med namnet Mario Strikers Charged Football.

## Spelet

### Gameplay
Lagen består av en lagkapten (antingen Mario, Luigi, Yoshi, Peach, Daisy, Donkey Kong, Wario, Waluigi eller Super Team, vilka är upplåsbara), tre medspelare (antingen Koopa, Toad, Birdo eller Hammer Bro.) och en målvakt (Kritter, en typ av Kremling). Spelplanerna är betydligt mindre än riktiga och bollen kan inte skjutas utanför, då planerna omges av ett osynligt elektriskt stängsel. Det finns varken regler eller domare och det enda som gäller är att få in bollen i mål. Så kallade Super Strike går att göra med lagkaptenen genom att hålla inne B-knappen en kort stund. Efter den korta stunden blir en liten mätare synlig och det gäller att träffa med mätaren inuti två fält. Om detta lyckas går bollen automatiskt in i mål och målet ger två poäng. Det finns så kallade Power-Ups. Det är föremål, vilka de flesta även finns i Mario Kart-spelen, så som Banana Peel, Bob-omb och Mushroom. Dessa är till för att stoppa motståndarna. Ibland kommer Bowser in på planen som ett störande moment. Han kan spruta eld och kan vrida på planen så att den lutar.

### Upplåsbart
Genom spel i cuper kan flera saker låsas upp. Fler fotbollsplaner, fusk och Super Team. Super Team är ett lag bestående av robotar av metall. Dessa har ingen speciell lagkapten, då alla ser likadana ut, och därför kan alla göra Super Strike. Spelläget Super Cup Battle kan även låsas upp.

### Spellägen
- Grudge Match – två lag gör upp om segern i en enskild match.
- Cup Battle – spela i en cup med ett valt lag.
- Super Cup Battle – låses upp när Bowser Cup klarats i Cup Battle. Det är samma cuper som i Cup Battle, men cuperna är dubbelt så långa och svårighetsgraden Novice går inte att välja.
- Custom Battle – skapa en egen cup med tre till åtta lag.
- Strikers 101 – träning.